# Carl Fredrik Liljevalch den äldre
Carl Fredrik Liljevalch, född 10 juli 1796 i Lund, död 24 juni 1870 i Stockholm, var en svensk affärsman, industriidkare och diplomat. Liljevalch var länge verksam i skogsindustrin och organiserade Sveriges två första världsomseglingar. Han slöt också Sverige-Norges första handelsfördrag med Kina.

## Bakgrund
Liljevalch var son till handlanden Samuel Liljewalch i Lund och Sofia Maria Sylvan, och var brorson till sin namne Carl Fredrik Liljewalch (1770–1844), vars mor också var släkt med hans hustru. Stamfadern för ätten Liljewalch var halvfrälse och hade adlats utan att introduceras på Riddarhuset, men efter Karl XI:s reduktion gjorde ätten inte anspråk på adelskap. De kom i stället att inta framträdande positioner bland Lunds borgare. En bror till Carl Fredrik, Olof Liljewalch, utvandrade till Chile och blev förmögen som förpaktare av en auktionskammares inkomster.

## Karriär
Liljevalch ägnade sig tidigt åt faderns yrke och kom vid sexton års ålder till Stockholm, där han först blev kontorist i en speceriaffär. Efter några år upprättade han en sådan för egen räkning och fortfor därmed till något efter 1826, då han förändrade affären till en träförädlingsindustri. Han köpte upp sågverket i Baggböle och var den som anlade Oscarsvarv i Luleå.
År 1824 köpte han två fastigheter på Södermalm, mot Tegelviken där han startade ett ångmaskindrivet sågverk, och erhöll tullfrihet 1829, då hans köpare fanns i bl.a. Storbritannien, USA, Australien och Egypten.

## Filantropi
Under de svåra missväxter som i slutet av 1820- och början av 1830-talen hemsökte Norrland, ägnade sig Liljevalch åt välgörenhet. Övertygad om att samhället lika litet som den enskilde bör leva på nådegåvor så länge man själv kan arbeta, upprättade han med ett förlagslån av staten en mängd industriella anläggningar för tillgodogörandet av dessa trakters naturprodukter och beredande av arbetsförtjänst åt den nödlidande befolkningen. Genom hans bemödanden anordnades skeppsvarv, salpetertillverkning, beredning av pottaska, kimrök, terpentin, m. fl. binäringar, vilka visserligen kostade Liljevalch hans enskilda förmögenhet, men uppfyllde det med dem åsyftade ändamålet att förskaffa utkomst åt en fattig landsortsbefolkning.
För sina insatser i Väster- och Norrbotten kom han att kallas "Norrlands välgörare" och tilldelades Vasaorden. Vidare engagerade sig Liljewalch för avskaffandet av slaveriet på Saint-Barthélemy.

## Handelsfördrag med Kina
För att dra nytta av de nya möjligheter för handel med Kina som uppstått efter Opiumkriget sände kung Oscar I Liljevalch dit som befullmäktigat ombud. Liljewalch förberedde sig noga, till exempel genom att lära sig manchu i Paris.
I mars 1847 slöt han och den manchuiske statsmannen Qiying Fördraget i Kanton, det första handelsfördraget mellan Sverige-Norge och Kina (Qingdynastin) i Guangzhou sedan Michael Grubb för Svenska Ostindiska Companiet anlagt ett handelskontor där. Händelsen finns noterad i den halvofficiella krönikan Utkast till Qingdynastins historia, där Liljewalch omnämns med det sinifierade namnet Li Lihua (李利华). Fördraget var närmast identiskt med ett kinesiskt-amerikanskt fördrag som slutits tre år tidigare och gav Sverige-Norge samma förmåner som andra västmakter tillskansat sig efter det första opiumkriget mellan Kina och Storbritannien. Fördraget utgjorde grunden för det svensk-norska konsulatväsendet i Kina och var i kraft ända fram till år 1908, då Sverige och Kina slöt ett nytt handelsfördrag.
Efter återkommen till Sverige gav han ut en innehållsrik berättelse om sitt diplomatiska uppdrag under titeln Chinas handel, industri och statsförfattning.

## Senare karriär
Carl Fredrik Liljevalchs sista större projekt var som disponent för myrodlingarna på Gotland och i sammanhang därmed hans försök att medelst vitbetodling åstadkomma sockertillverkning av en inhemsk råvara. Efter flera års vistelse på Gotland återflyttade han 1864 till Stockholm och dog där 1870.

## Familjeförhållanden
Liljevalch gifte sig 1824 med Margareta de la Rose, som var dotter till kofferdikapten Lorens de la Rose och Anna Gustafva Lundberg. De fick sönerna Carl Fredrik Liljevalch den yngre, Edward O. Liljewalch och Thomas Liljewalch (1840–1904), samt dottern Nina Helena Liljevalch (senare Graham).